# Вайнгартен (Вюртемберг)
Вайнгартен (нім. Weingarten) — місто в Німеччині, знаходиться в землі Баден-Вюртемберг. Підпорядковується адміністративному округу Тюбінген. Входить до складу району Равенсбург.
Площа — 12,17 км2. Населення становить 25 158 ос. (станом на 31 грудня 2020).